# Vinotonus
Vinotonus és un cràter sobre la superfície del planeta nan Ceres, situat amb el sistema de coordenades planetocèntriques a 51.57 ° de latitud nord i 106.6 ° de longitud est. Fa un diàmetre de 140 km. El nom va ser fet oficial per la UAI el 21 de setembre del 2015 i fa referència a Vinotonus, déu del vi de la cultura dels britons.